# Parex Bank
Die Parex Bank (lettisch: Parex banka) war eine der größten Banken des Baltikums mit Sitz in der lettischen Hauptstadt Riga. Sie gehörte zur Parex Group, einem Finanzdienstleister.

## Geschichte

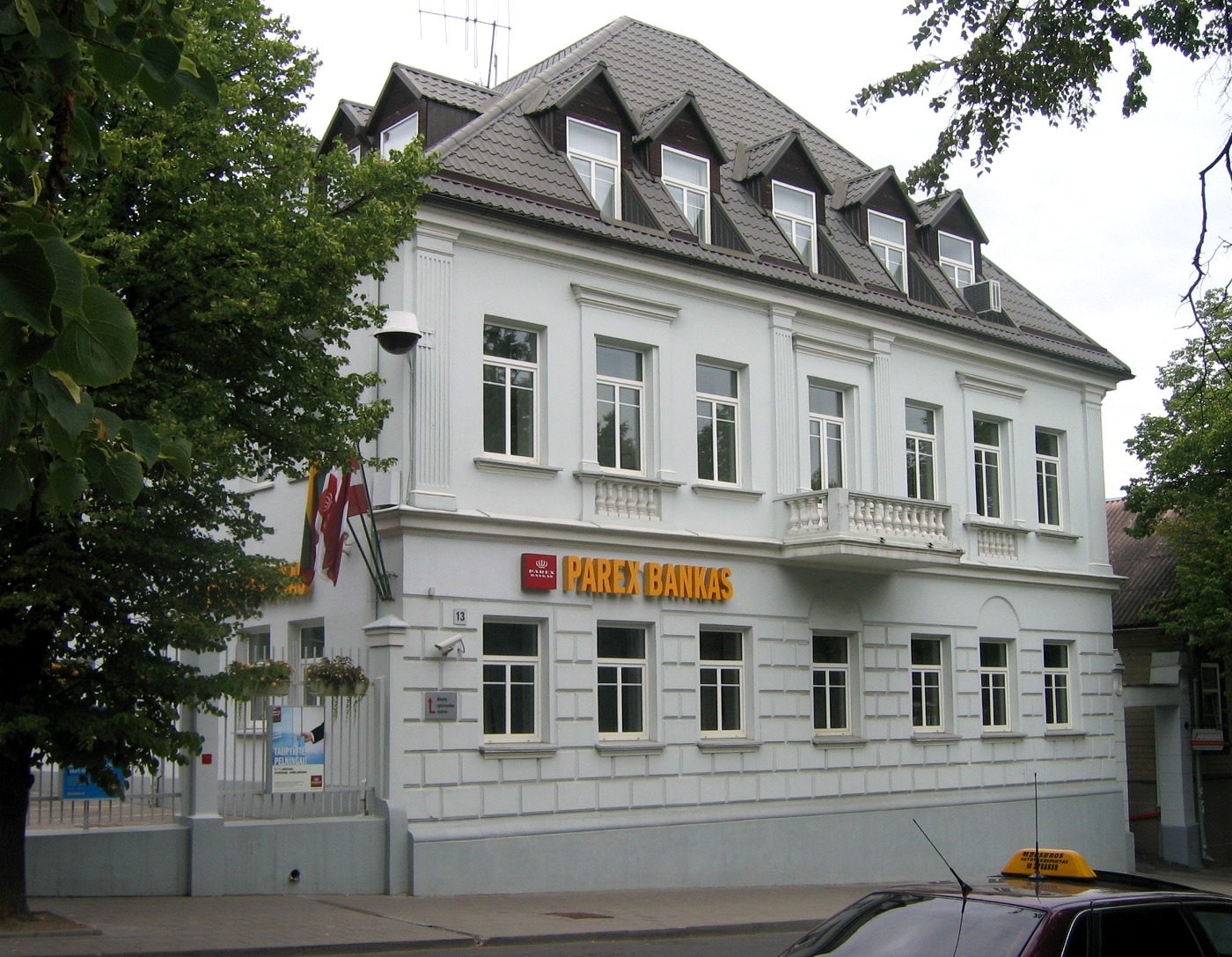
Ehemalige Geschäftsstelle der Parex Bank in Vilnius

### Gründung und Entwicklung bis 2005
Ursprünglich war Parex (damals noch in der Schreibweise Pareks) ein Reisebüro in Riga, das Waleri Kargin (lettisch: Valērijs Kargins) und Wiktor Krassowizki (lettisch: Viktors Krasovickis) 1987 gegründet hatten. 1991 – noch zu Zeiten der Sowjetunion – erhielten die beiden Gründer die Lizenz zum Währungstausch. Am 14. Mai 1992 wurde die Parex banka gegründet. 1993 übernahm sie die ersten beiden Bankfilialen von der lettischen Zentralbank Latvijas Banka. Zeitweise betrieb sie in Lettland bis zu 90 Filialen (Höchststand im Jahre 2005). 1995 erzielte sie erstmals den höchsten Gewinn unter allen lettischen Banken.

### Expansion
Im Jahre 2004 eröffnete die Parex Bank in Estland eine erste ausländische Niederlassung.
Die erste deutsche Niederlassung wurde im Oktober 2005 in Berlin eröffnet, Filialen in Hamburg (August 2007) und in München (Juni 2008) folgten. Parex gewann Kunden insbesondere durch hohe Zinsen für Tagesgeld und Festgeld. Die Parex Bank gehörte dem Bundesverband deutscher Banken (BdB) an, unterlag aber als Aktiengesellschaft lettischen Rechts zunächst nicht der deutschen, sondern nur der lettischen Einlagensicherung. Die 2008 erworbene Mitgliedschaft im Einlagensicherungsfonds des BdB wurde im Juli 2011 beendet.
2006 expandierte die Bank nach Schweden. Niederlassungen der Parex Bank in weiteren Ländern folgten. Den Höchststand der Expansion erreichte sie 2007 mit Vertretungen in 15 Ländern. Sie bezeichnete sich als „die erste Bank aus den neuen Beitrittsländern der EU, die in Westeuropa aktiv ist“.

### Drohender Bankrott und Teilverstaatlichung 2008
Im Jahre 2008 hielt die Parex Bank 18 Prozent der Einlagen in Lettland und hatte 12 Prozent aller Kredite vergeben; sie war damit die zweitgrößte Bank des Landes. Obwohl sich die internationale Finanzkrise schon Anfang 2008 unübersehbar auf Lettland auswirkte, beharrte die Parex Bank auf ihrer Wachstumsstrategie. Noch am 13. Oktober 2008 kündigt sie an, ihre Aktivitäten in der Ostseeregion auszubauen und Filialen in Düsseldorf und in Frankfurt am Main zu eröffnen, „obwohl die Situation auf dem Finanzmarkt angespannt ist“. Doch bald darauf begannen Sparer, private und institutionelle Anleger ihr Geld von Parex abzuziehen, binnen 14 Tagen summierten sich die Geldabflüsse auf rund 200 Millionen Lats (etwa 280 Millionen €). Parex erwies sich als außerstande, eine anderweitige Finanzierung zu beschaffen. Um die absehbare Zahlungsunfähigkeit abzuwenden, kaufte die staatliche Hipoteku banka am 8. November 2008 von Waleri Kargin und Wiktor Krassowizki für den symbolischen Betrag von zweimal 1 Lat (je 1,40 €) 51 Prozent der Geschäftsanteile. Die beiden Gründer hielten damals gut 85 Prozent der Aktien, der Rest verteilte sich zumeist auf Fonds, unter anderem den Julius Bär International Equity Fund. Ihre übrigen 34 Prozent der Aktien hinterlegten die Altaktionäre als Sicherheit bei der Hipoteku banka unter Verzicht auf ihr Stimmrecht. Weiterhin stellte der lettische Staat der Hipoteku banka einen Kredit von 200 Millionen LVL zur Verfügung, die diesen an Parex weiterleitete. Da Spareinlagen staatlicherseits seit dem 18. Oktober 2008 mit bis zu 50.000 LVL abgesichert wurden, hätte der lettische Staat im Falle einer Insolvenz der Parex Bank hohe Ausfallzahlungen an Sparer leisten müssen. Die lettische Regierung verfügte eine Auszahlungsbeschränkung auf umgerechnet 50.000 € je Kunde und Monat. Daraufhin untersagte die BaFin der Parex Bank die Annahme weiterer Kundengelder in Deutschland.
Nicht zuletzt infolge der Übernahme der Parex Bank wurde Lettland drei Tage später, am 11. November, von den Ratingagenturen weiter herabgestuft.

### Abwicklung (2010 bis 2012)
Am 1. August 2010 legte die lettische Regierung ihren Umstrukturierungsplan für die Parex Bank vor. Demzufolge wurden die voraussichtlich profitablen Geschäftsfelder auf die am 30. Juni 2010 als Nachfolgeinstitut gegründete Citadele Bank (lettisch: Citadele banka) mit Sitz in Riga übertragen. Deren Aktien werden zu 75 % vom lettischen Staat und zu 25 % (plus einer Aktie) von der Europäischen Bank für Wiederaufbau und Entwicklung (EBWE) gehalten.
Die Parex Bank stellte zum 1. August 2010 die übliche Geschäftstätigkeit einer Bank ein und beschränkte sich fortan als „Bad Bank“ auf das Management „notleidender Anleihen“.
Am 15. September 2010 genehmigte die Europäische Kommission die Umstrukturierung der Parex Bank gemäß den EU-Beihilfevorschriften.
Einlagen von Kunden der Niederlassung Deutschland der Parex Bank wurden ausgezahlt oder auf die Citadele Bank übertragen. Nach Abschluss dieser Abwicklung erlosch die Erlaubnis für die Parex banka, Aktiengesellschaft lettischen Rechts, durch die BaFin.
Am 28. März 2012 gab die Rumpfbank Parex bekannt, dass sie ihren Namen in „Reverta“ ändern werde. Dies wurde zum 8. Mai 2012 wirksam; damit erlosch die Parex Bank.

## Geschäftszahlen 2005 (nach eigenen Angaben)
- Nettogewinn: 30,2 Millionen LVL (lettische Lats), entspricht in etwa 21 Millionen Euro.
- Bilanzsumme: 1,76 Milliarden LVL, entspricht in etwa 1,22 Milliarden Euro.
- Festgeldeinlagen: 1,25 Milliarden, entspricht in etwa 872 Millionen Euro.
- Kreditumsatz: 827 Milliarden LVL, etwa 608 Millionen Euro.

(Umrechnungsstand Mai 2008)